# Harris Steel Group
Harris Steel Group est une entreprise sidérurgique canadienne. Elle a été fondée en 1954 à London, Ontario par Milton Harris. Pour l'année 2006, elle affirme avoir fait des ventes dépassant un milliard CAD.
En janvier 2007, Nucor acquiert ce groupe pour la somme de 1,25 milliard CAD.

## Sources
1. ↑  Harris Steel Group passe aux mains de l'entreprise américaine Nucor, Presse canadienne, 2007-01-02